# YAMAGIWA
株式会社YAMAGIWA（ヤマギワ、英: YAMAGIWA Corporation）は、照明や家具を製造・販売している日本の企業。電子部品用セラミックの大手メーカー・MARUWAの完全子会社である。
かつて家電量販店を展開していた旧法人、ヤマギワ株式会社（山際電気商会、ヤマギワ電気）についても本項で扱う。

## 概要
戦前から秋葉原に店を構えていた老舗で、総合問屋としては、廣瀬、石丸、角田とともに東京を牛耳ったビッグ・フォーの一角を占めた。秋葉原の東京本店を中心に、全国に照明器具を主力とした家電量販店を展開していた。しかし、バブル崩壊後は消費需要の低迷に加え、銀行借入による有利子負債によって業績が悪化したため、家電部門を石丸電気（現：エディオン）に、音楽ソフト部門のヤマギワソフトをソフマップに譲渡し、総合インテリア卸・小売業として、デザイン性に優れた高級照明・家具の販売に特化した（製造や輸入などは子会社の神戸インターナショナル（旧：ヤマギワインターナショナル）が行っている）。
2008年（平成20年）のリーマンショックに端を発する不況での消費低迷や、新規建築着工件数の激減で売上が急減。さらなるリストラのため製造部門の統合や、店舗事業からの撤退、人員の削減を進めたものの、事業縮小の影響を埋めるまでには至らず、2011年（平成23年）4月に企業再生支援機構による支援を受けるに至った。この時までにみどり会を脱退している。
2012年12月にはMARUWAがヤマギワの株を取得し、同社の子会社となった。
2021年現在、店舗事業からは撤退しているが、東京・名古屋・大阪にショールームがある。

## 沿革
- 1923年（大正12年）11月19日 - 山際弘文が、東京府東京市神田松富町[注釈 1]にて山際電気商会を創業。
- 1927年（昭和2年）3月 - 神田花田町2番地[注釈 2]に移転。
- 1937年（昭和12年）5月 - 合資会社に改組。合資会社山際電気商会を設立。
- 1945年（昭和20年）
  - 3月10日 - 東京大空襲により本店店舗焼失。
  - 10月1日 - 第二次世界大戦終戦後、営業再開。
- 1946年（昭和21年）12月24日 - 株式会社に改組。株式会社山際電気商会を設立。
- 1947年（昭和22年）11月19日 - 創業者である山際弘文（当時は代表取締役社長）が逝去。
- 1949年（昭和24年）11月19日 - 山際俊夫が取締役社長に就任。
- 1950年（昭和25年）8月15日 - 本店（以降「本店旧館」と表記）改築。
- 1952年（昭和27年）
  - 2月5日 - 商号を山際電気株式会社に変更。
  - 11月30日 - 本店新館（以降「本店1号館ビル」と表記）完成。
- 1953年（昭和28年）8月 - 営業部を設置。
- 1954年（昭和29年）7月5日 - 照明部を設置し、照明器具の取扱いを開始。
- 1955年（昭和30年）8月10日 - 代表取締役社長に山際俊夫が就任。
- 1956年（昭和31年）3月25日 - 商事部を設置。横浜出張所を神奈川県横浜市西区扇田町に開設。
- 1957年（昭和32年）
  - 5月17日 - 本店2号館ビル完成。
  - 6月20日 - 営業部よりナショナル部（松下電器・松下電工製品専売卸部門）を分離。
  - 8月22日 - 本店3号館ビル（旧：本店旧館）を改築・改装。
- 1958年（昭和33年）3月10日 - 横浜出張所を神奈川県横浜市中区長者町に移転。横浜営業所に昇格。
- 1960年（昭和35年）
  - 4月1日 - 千代田シャープ電気株式会社を設立し、営業部のシャープ製品専売卸部門を譲渡。
  - 4月20日 - 本店3号館ビルを鉄骨に改築。
  - 10月8日 - 山際別館ビル（以降「ヤマギワ第1別館ビル」と表記）完成。
- 1961年（昭和36年）
  - 4月21日 - 山際電気産業株式会社を設立し、営業部の東芝製品専売卸部門を譲渡。
  - 10月26日 - 株式会社山際ナショナルを設立し、ナショナル部を譲渡。
- 1962年（昭和37年）4月20日 - 千代田シャープ電気株式会社が、商号を株式会社山際シャープに変更。
- 1964年（昭和39年）5月 - 照明外商部を設置。
- 1965年（昭和40年）8月2日 - 神奈川中央ナショナル販売株式会社を設立し、横浜営業所の卸部門を譲渡。横浜営業所は山際電気横浜店となる。
- 1966年（昭和41年）
  - 2月20日 - 本店3号館ビルを解体し東京本店ビル第1期工事着工。
  - 5月 - 社章（亀倉雄策によるデザイン）を制定。ヤマギワ第2別館ビル完成。
- 1967年（昭和42年）
  - 4月1日 - 東京本店ビル第1期工事完成。
  - 4月20日 - 本店1号館ビルを解体し東京本店ビル第2期工事着工。
  - 6月 - 照明開発室を設置（照明器具の自社製品製作を開始）。
- 1968年（昭和43年）6月15日 - 東京本店ビル第2期工事完成。全館オープン。
- 1970年（昭和45年）
  - 6月1日 - 株式会社エルデーヤマギワ研究所を設立。
  - 9月1日 - 商号をヤマギワ電気株式会社に変更。
- 1971年（昭和46年）8月26日 - 代表取締役会長に山際俊夫が就任。代表取締役社長に小長谷兵五が就任。
- 1972年（昭和47年）4月11日 - 株式会社ヤマギワ工作所を設立。
- 1973年（昭和48年）
  - 4月6日 - 山際俊夫（2代目社長、当時・代表取締役会長）が逝去。
  - 8月16日 - 財団法人山際照明造形美術振興会を設立。
- 1975年（昭和50年）9月5日 - 株式会社ヤマギワインテリヤ開発を設立[4]。
- 1979年（昭和54年）
  - 2月21日 - 会社分割によりヤマギワ株式会社を設立し営業譲渡。ヤマギワ電気株式会社（譲渡会社）は不動産管理業となる。
  - 10月18日 - 株式会社テーエルヤマギワ研究所を設立[5]。
  - 11月13日 - ヤマギワテクニカエンジニアリング株式会社を設立[6]。
- 1981年（昭和56年）5月21日 - 神奈川中央ナショナル販売株式会社が、商号を神奈川中央ナショナル電工株式会社に変更。
- 1983年（昭和58年）10月8日 - 東京都千代田区外神田の昌平橋通りにリビナヤマギワ開店[注釈 3]。
- 1985年（昭和60年）11月25日 - 株式会社グレックスを設立[7]。
- 1989年（平成元年）5月16日 - ヤマギワテクニカエンジニアリングが、ヤマギワエンジニアリング株式会社に商号変更[6]。
- 1990年（平成2年）6月 - 株式会社ヤマギワ工作所が、商号を株式会社テックヤマギワに変更[8]。
- 1992年（平成4年）8月21日 - ヤマギワ電気が、商号をヤマギワ株式会社に変更[1]。
- 1999年（平成11年）11月11日 - テーエルヤマギワ研究所が、商号を株式会社テーエル研究所に変更[5]。
- 2000年（平成12年）
  - 2月2日 - 石丸電気の子会社・日の丸電気株式会社に出資。同日、商号をワイアンドアイ株式会社に変更[9]。
  - 3月6日 - 家電事業について石丸電気との業務提携を発表[10]。
  - 3月10日 - ワイアンドアイ株式会社に3店舗（東京本店/横浜店/世田谷店）へ譲渡し、家電事業撤退。
- 2002年（平成14年）
  - 7月15日 - ヤマギワソフトについてソフマップが買収を発表[11][12][13][14]。
  - 8月21日 - ヤマギワソフトをソフマップの子会社、ソフマップソフト株式会社へ譲渡し、音楽ソフト関連事業から撤退。
- 2005年（平成17年）
  - 3月21日 - ヤマギワ東京本店が区画整理事業の影響で閉店。
  - 3月22日 - 石丸電気がワイアンドアイ株式会社を吸収合併[9]。
- 2006年（平成18年）10月13日 - ソフマップがヤマギワ東京本店跡地への出店を発表[15]。
- 2007年（平成19年）
  - 6月1日 - ソフマップがソフマップソフトを吸収合併[16]。
  - 9月2日 - 秋葉原地区のヤマギワソフトがソフマップに転換のため閉店[17]。
  - 9月9日 - ソフマップがヤマギワ東京本店跡地にソフマップ秋葉原本館を開店[18]。
- 2010年（平成22年）
  - 8月29日 - ヤマギワリビナ本館閉店をもって、店舗事業撤退。
  - 10月 - 東京ショールームをリビナ本館跡に開設。
- 2011年（平成23年）
  - 3月 - 東京ショールームを閉鎖。本社を東京都中央区八丁堀に移転。
  - 4月11日 - 東京ショールームを東京都中央区八重洲に開設。
  - 4月15日 - 企業再生支援機構から支援を受けることが決定[2]。
  - 5月2日 - 企業再生支援機構が新ヤマギワ準備株式会社を設立[19][2][20]。
  - 5月16日 - 登記上の本店を東京都千代田区外神田4丁目1-1の市川・カンブンドー・ヤマギワ共同ビルから、外神田4丁目2-7の信沢ビルへ移転[1]。
  - 8月21日 - 新旧分離により新ヤマギワ準備株式会社へ事業譲渡[21]。
    - ヤマギワ株式会社は商号を神田不動産開発株式会社に変更[1]し不動産管理業となる。
    - 新ヤマギワ準備株式会社は商号をヤマギワ株式会社（2代目）に変更[19]する。新生ヤマギワの初代社長には大見和敏が就任。

  - 8月30日 - 登記上の本店を東京都千代田区外神田4丁目2-7の信沢ビルから、外神田1丁目5-8の末初ビルへ移転[1]。
  - 11月7日 - 株主総会で神田不動産開発および、子会社4社[注釈 4]の会社解散を決議[1]。同日、解散して清算手続に移行。
  - 11月29日 - 東京地方裁判所に特別清算手続申立て。
  - 12月7日 - 東京地方裁判所が特別清算開始決定[22]。
  - 12月9日 - 神田不動産開発の特別清算を開始[1]。
- 2012年（平成24年）
  - 2月15日 - 株式会社グレックスの清算結了[7]。
  - 3月14日 - 株式会社ヤマギワインテリヤ開発、株式会社テーエル研究所の清算結了[4][5]。
  - 5月10日 - ヤマギワエンジニアリング株式会社の清算結了[6]。
  - 12月3日 - 親会社が企業再生支援機構からMARUWAに異動[20][23]。
- 2013年（平成25年）
  - 3月31日 - 株式会社YAMAGIWAに商号変更し、本社を港区芝に移転。代表取締役社長に神戸誠が就任[1][24][25]。
  - 11月22日 - 東京ショールーム（2代目・中央区京橋）を閉鎖。
- 2014年（平成26年）
  - 4月30日 - 社章をリニューアル（佐藤卓によるデザイン）[26]。
  - 10月10日 - 東京ショールーム（3代目）を港区南青山に開設[27]。
- 2018年（平成30年）
  - 4月18日 - 神田不動産開発株式会社の特別清算結了[1]。
  - 4月19日 - 神田不動産開発株式会社の登記閉鎖[1]。
- 2019年（令和元年）6月 - 取締役社長に山本那智子が就任。代表取締役会長に神戸誠が就任[28]。
- 2020年（令和2年）
  - 6～7月頃 - 東京・大阪・名古屋の各ショールームの名称を「ギャラリー・ショールーム」に変更。
  - 12月5日 - 東京ショールーム（3代目）を閉鎖。
- 2021年（令和3年）1月8日 - 東京ギャラリー・ショールーム（4代目）を、本社所在地の港区芝に開設[29]。

## 歴代トップ

### 社長

#### 旧ヤマギワ時代
| №          | 氏名           | 在任期間       | 在任期間       | 備考     |
| ---------- | -------------- | -------------- | -------------- | -------- |
| 01         | 山際弘文       | 1923年11月19日 | 1947年11月19日 |          |
|            | 山際滿壽       | 1947年11月19日 | 1949年07月25日 | 社長代理 |
| 小長谷兵五 | 1948年06月01日 |                | 1949年07月25日 | 社長代理 |
| 山際俊夫   | 1948年06月01日 |                | 1949年07月25日 | 社長代理 |
| 02         | 山際俊夫       | 1949年07月25日 | 1971年08月26日 |          |
| 03         | 小長谷兵五     | 1971年08月26日 | 1998年         |          |
| 04         | 小長谷哲       | 1998年         | 2011年11月07日 |          |

#### 新YAMAGIWA時代
| №  | 氏名       | 在任期間       | 在任期間       | 備考   |
| -- | ---------- | -------------- | -------------- | ------ |
| 01 | 大見和敏   | 2011年08月22日 | 2013年03月31日 |        |
| 02 | 神戸誠     | 2013年03月31日 | 2019年06月     | [ 28 ] |
| 03 | 山本那智子 | 2019年06月     | 現在           |        |

### 会長

#### 旧ヤマギワ時代
| №  | 氏名     | 在任期間       | 在任期間       | 備考 |
| -- | -------- | -------------- | -------------- | ---- |
| 01 | 山際俊夫 | 1971年08月26日 | 1973年04月06日 |      |

#### 新YAMAGIWA時代
| №  | 氏名   | 在任期間   | 在任期間 | 備考   |
| -- | ------ | ---------- | -------- | ------ |
| 01 | 神戸誠 | 2019年06月 | 現在     | [ 28 ] |

## 社訓・経営理念等

### 新YAMAGIWA時代
経営理念
コーポレートスローガン

- 「光の本質を追究し、上質なあかりを究める」
- 「LIGHT IS BEAUTIFUL」

### 旧ヤマギワ時代
社訓
経営理念
コーポレートスローガン

- 「照明のデパート」
- 「世界の照明 日本のあかり」
- 「快適空間を創造する」

## 決算
| 決算期      | 売上高        | 売上総利益   | 営業利益    | 経常利益     | 純利益        | 純資産       | 総資産        | 備考   |
| ----------- | ------------- | ------------ | ----------- | ------------ | ------------- | ------------ | ------------- | ------ |
| 2008年2月期 | 208億21百万円 | 不明         | 不明        | 不明         | 13百万円      | 不明         | 不明          | [ 31 ] |
| 2009年2月期 | 169億36百万円 | 不明         | 不明        | 不明         | -17億69百万円 | 不明         | 不明          | [ 31 ] |
| 2010年2月期 | 140億95百万円 | 49億22百万円 | 1億31百万円 | -3億85百万円 | -20億71百万円 | 24億46百万円 | 251億14百万円 | [ 2 ]  |

## 事業所
- 本社 - 東京都港区芝3丁目16-13 MARUWAビル
- 中部支店 - 愛知県名古屋市中村区名駅4-23-9 MARUWA名駅ビル
- 関西支店 - 大阪府大阪市中央区南船場3丁目5-8 オーク心斎橋ビル
- 九州支店 - 福岡県福岡市博多区住吉3丁目1-80 オヌキ新博多ビル
- 金沢営業所 - 石川県金沢市本町1丁目7-2 みやび・る金沢
- 中四国営業所 - 広島県広島市中区大手町2丁目8-5 合人社広島大手町ビル
- 仙台営業所 - 宮城県仙台市青葉区五橋1丁目7-15 ピースビル五橋2階に所在。2018年3月31日に閉鎖。

## 店舗

### ショールーム
現行の店舗（ショールーム）は公式サイトを参照。
東京ショールーム
2010年10月 - 2011年3月：東京都千代田区外神田1丁目5-10 ヤマギワリビナ本館。旧法人による運営。
2011年4月11日 - 2013年11月22日：東京都中央区京橋1丁目7-1 戸田ビルディング1階。旧法人から引き継いで運営された。
2014年10月10日 - 2020年12月5日：東京都港区南青山2丁目27-25 オリックス南青山ビル9階に所在。「yamagiwa tokyo」とも称された。
2021年1月8日にはMARUWAビルに「東京ギャラリー・ショールーム」として開館した。

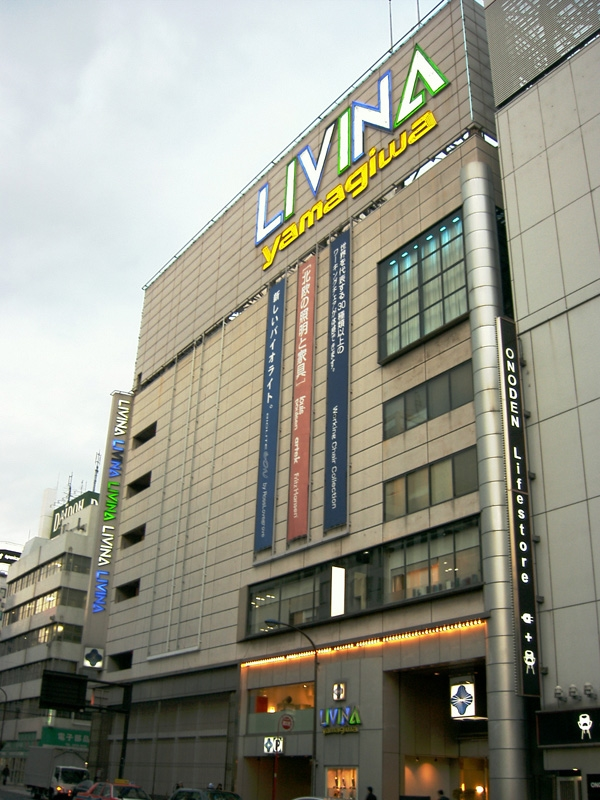
ヤマギワ東京ショールーム（初代）が置かれていたヤマギワリビナ本館
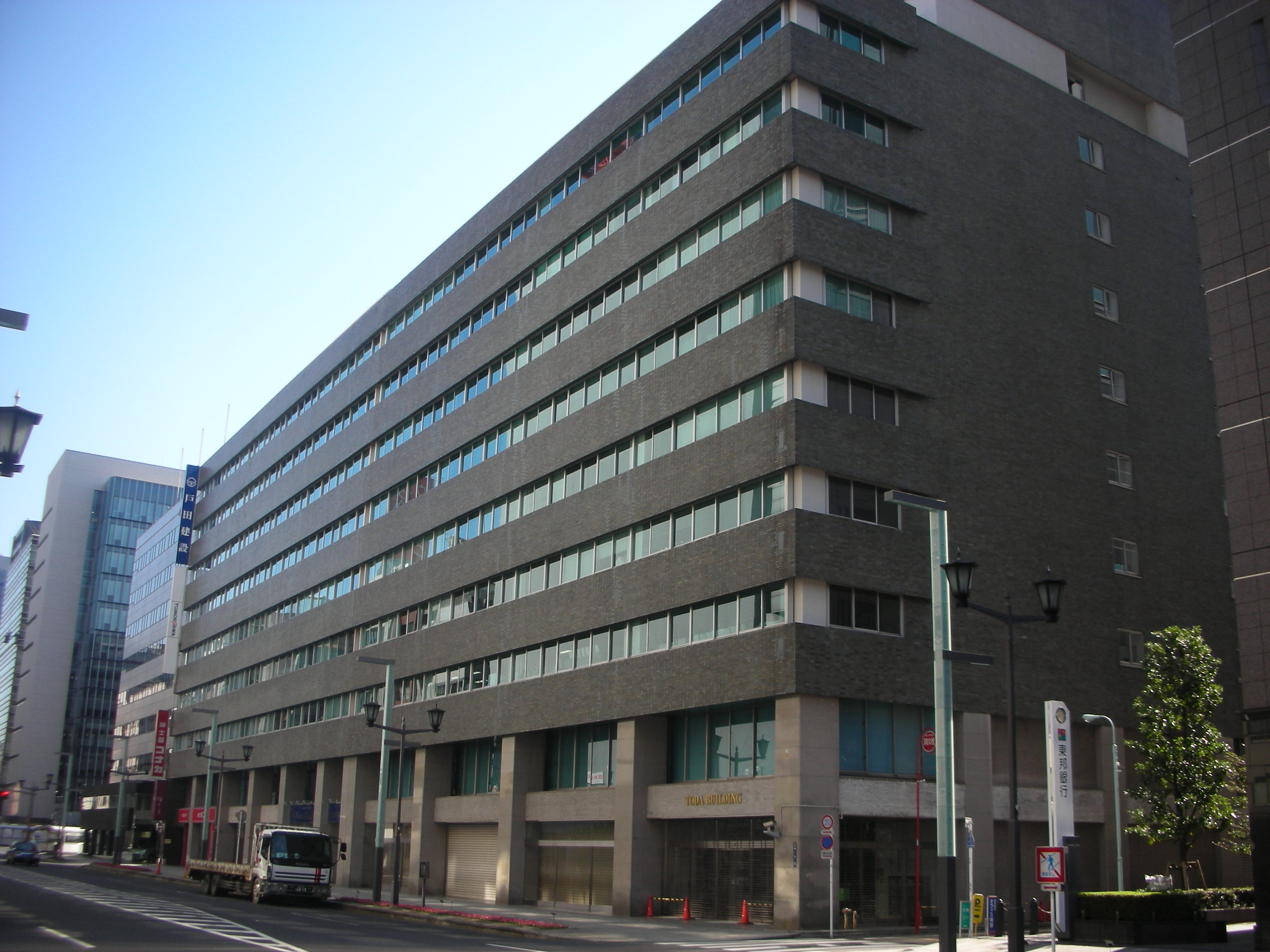
ヤマギワ東京ショールーム（2代目）が置かれていた戸田ビル
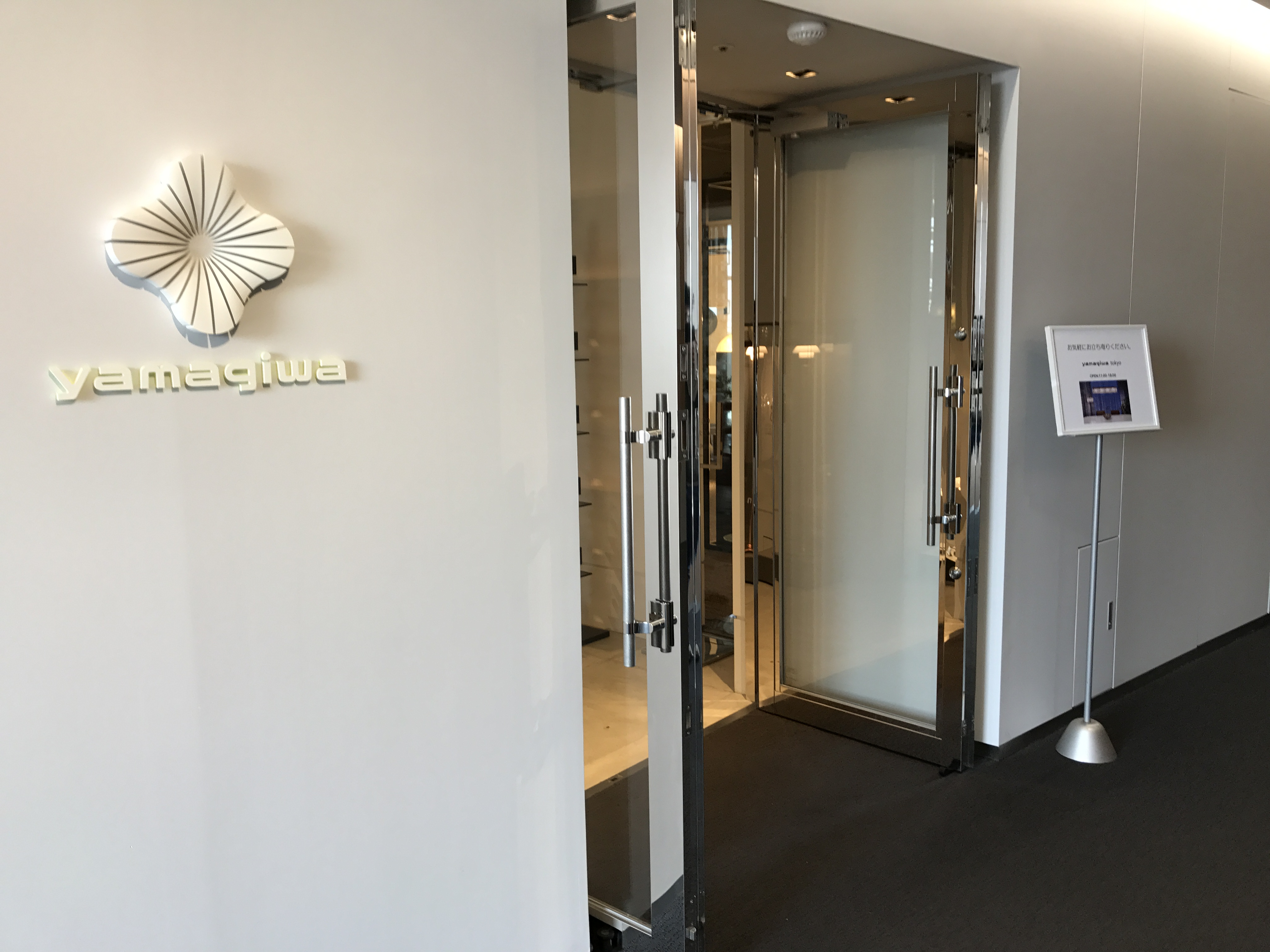
オリックス南青山ビルに置かれたヤマギワ東京ショールーム（3代目）
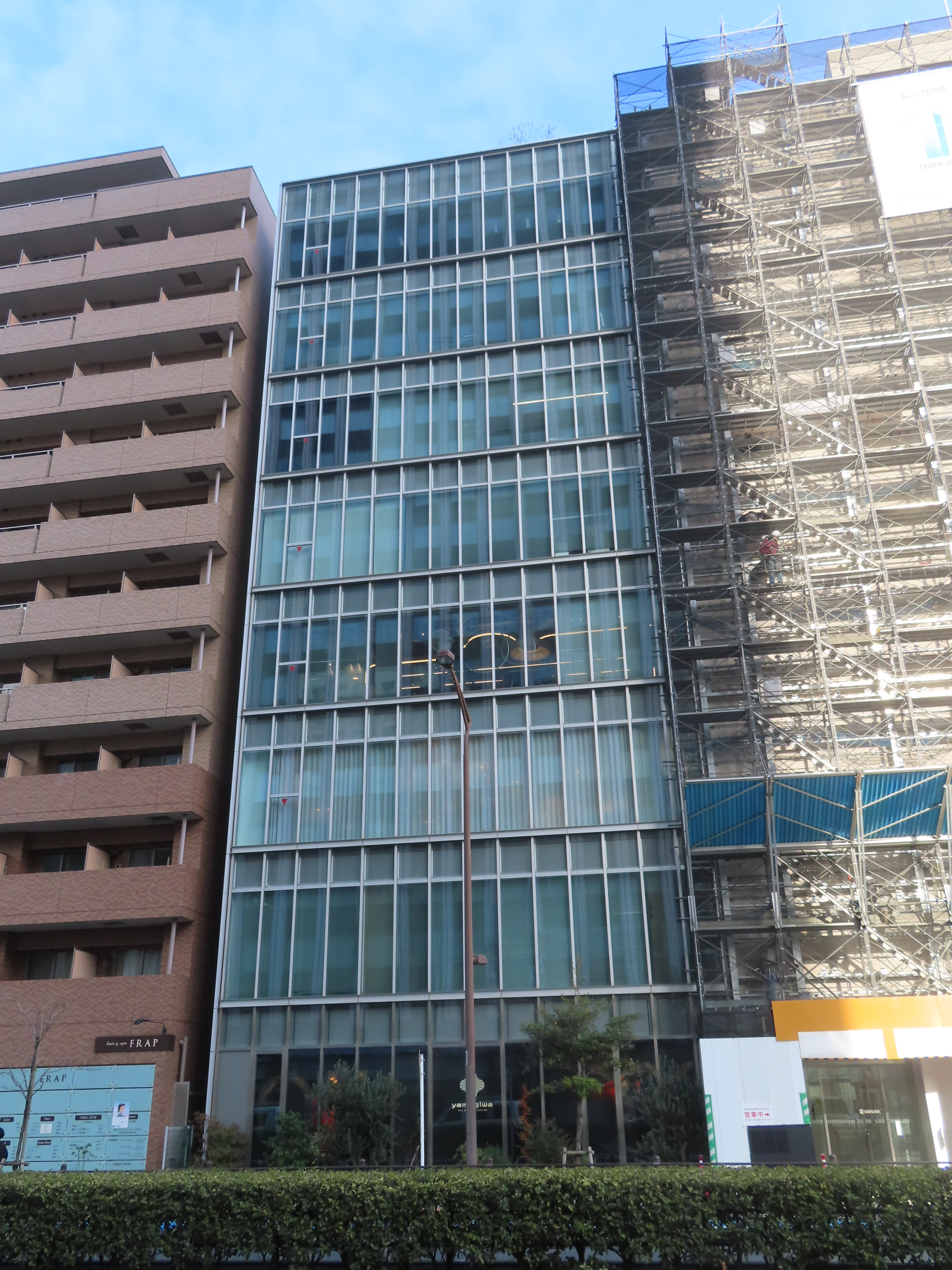
MARUWAビルに置かれた「東京ギャラリー・ショールーム」

名古屋ショールーム
2011年7月19日から2013年4月29日まで、愛知県名古屋市中区新栄2丁目19-6 グランスクエア新栄ビル5階に所在した。
2013年9月28日には愛知県名古屋市中村区名駅4丁目23-9 MARUWA名駅ビルへと所在を移し開業し、「名古屋ギャラリー・ショールーム」（yamagiwa nagoya）と称された。

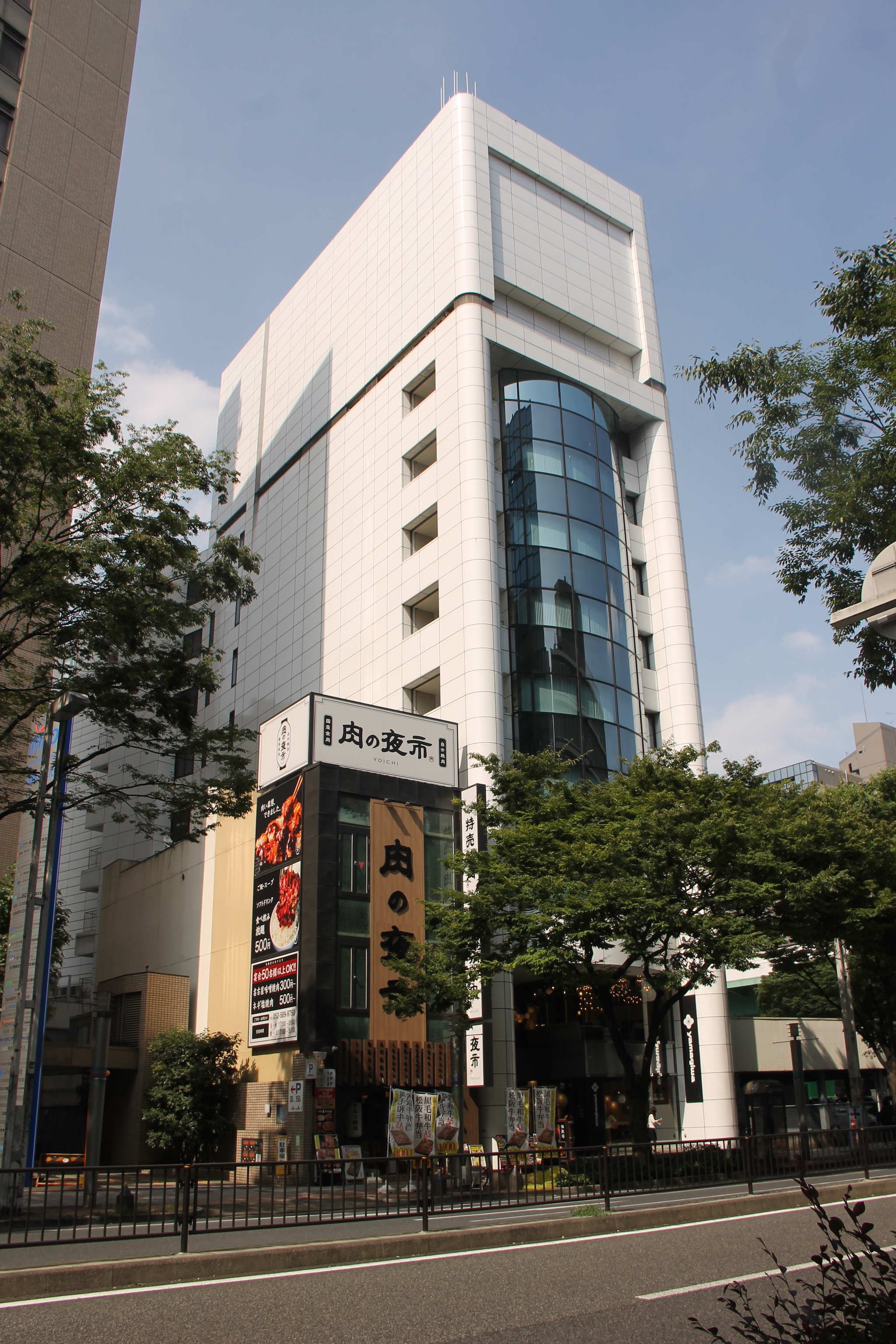
yamagiwa nagoyaが入るビル

大阪ショールーム
所在地：大阪府大阪市中央区南船場2丁目9-8 シマノ・住友生命ビル3階
2013年8月9日に閉館。
2014年1月24日には大阪府大阪市中央区本町4丁目1-7 大阪第二有楽ビル1階へ場所を移して開業し、「大阪ギャラリー・ショールーム」（yamagiwa osaka）と称された。
2022年2月4日には大阪府大阪市中央区南船場3丁目5-8 オーク心斎橋ビルに移転。

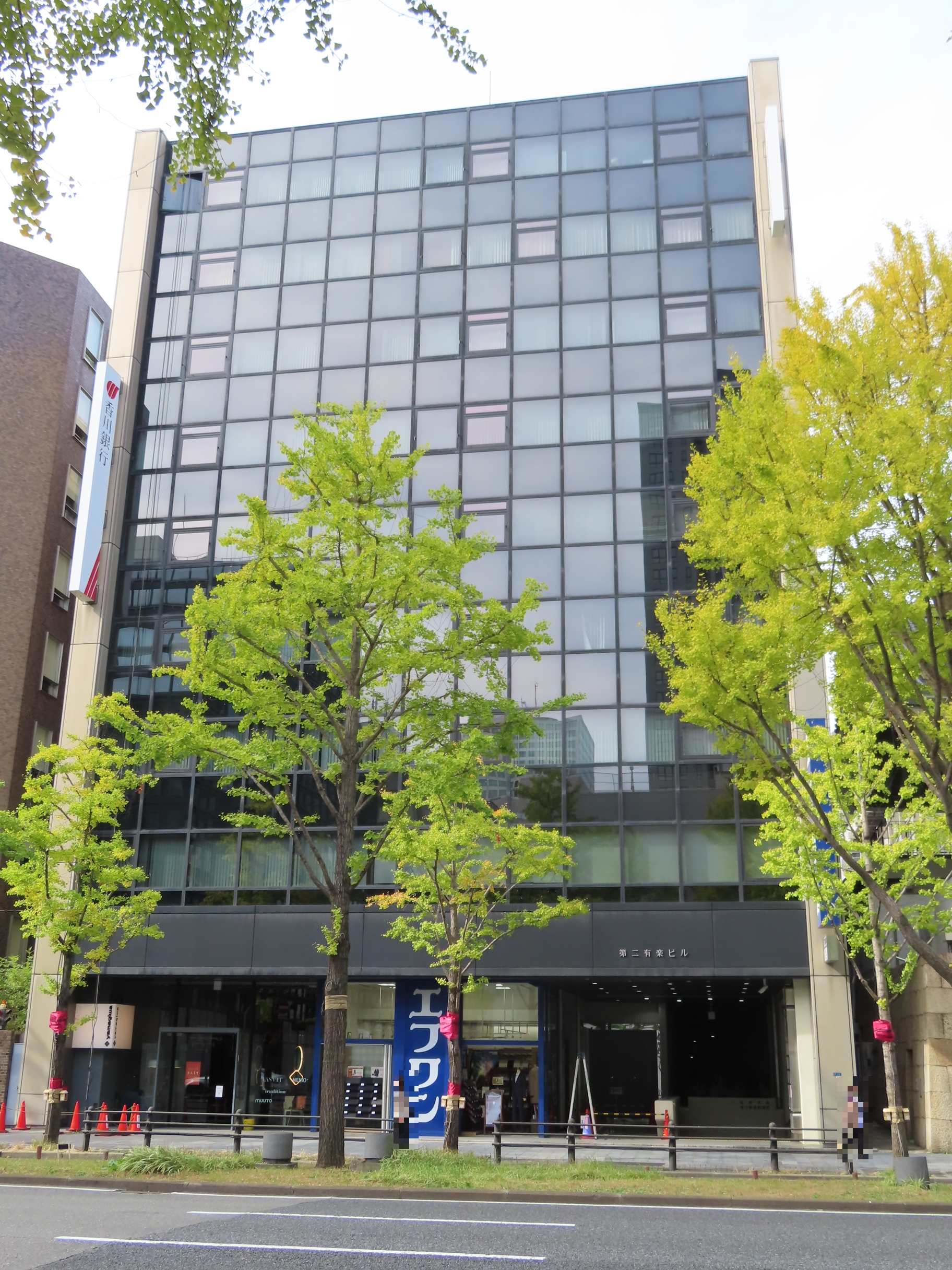
yamagiwa osakaが入っていた大阪第二有楽ビル（大阪市中央区）

yamagiwa home
所在地：愛知県名古屋市中区栄3丁目5-1 名古屋三越 栄店6階リビング用品フロア
2018年3月21日に開店。2019年11月12日に閉店。

### かつて展開していた業態
ヤマギワ
家電やパソコン全般を扱う、家電量販店としてのごく標準的な店舗であった。2000年に石丸電気に譲渡し撤退。
リビナ
インテリア・照明・輸入家電・雑貨等の販売、インテリアのコンサルティングを扱う店舗であった。1983年から2010年にかけて展開。
パーラー
喫茶店、東京本店・リビナ・横浜店・大阪店・千葉店・世田谷店に設置されていた。1970年代から1990年代にかけて展開。
ヤマピット
音響機器・コンピュータを扱う店舗であった。ヤマギワ各店にインショップ形式で1970年代から1980年代にかけて展開。
コンピュータ販売については、後述のテクニカに移行。
テクニカ
映像機器・コンピュータを扱う店舗であった。ヤマギワ各店にインショップ形式で1980年代から1990年代前半にかけて展開。
ソフト
映像コンテンツ・音楽ソフト・ゲームを扱う店舗であった。1995年から展開し2002年ソフマップに譲渡し撤退。

#### 秋葉原
秋葉原におけるヤマギワの店舗は、業態変更、移転、分散、集約など複雑な変遷をしてきた。以下は、各所在地の店舗の変遷を順に示したものである。
外神田4丁目1-1（北緯35度41分59.4秒 東経139度46分18.6秒 / 北緯35.699833度 東経139.771833度）
ヤマギワ東京本店ビルは「東京都市計画事業秋葉原駅付近土地区画整理事業」による神田明神通り（東京都市計画道路補助線街路第324号線）拡幅のために解体され、2007年に「市川・カンブンドー・ヤマギワ共同ビル」として跡地にビルを建て直し営業再開する計画であったが、ソフマップにビルを賃借し「ソフマップ秋葉原本館」となった。
2017年にソフマップの親会社であるビックカメラへの転換が発表され5月末に閉店、6月よりビックカメラAKIBAが開店している。
詳細は「ヤマギワ東京本店ビル」、「市川・カンブンドー・ヤマギワ共同ビル」を参照。
| №  | 店名             | 店名             | 開店           | 閉店           | 備考             |
| -- | ---------------- | ---------------- | -------------- | -------------- | ---------------- |
| 01 | 山際電気本店     | 3号館            | -              | 1966年02月     |                  |
| 01 | 山際電気本店     | 1号館            | 1952年11月30日 | 1967年04月     |                  |
| 01 | 山際電気本店     | 2号館            | 1957年05月17日 | 2005年03月21日 | [注釈 5]         |
| 02 | ヤマギワ東京本店 | ヤマギワ東京本店 | 1967年04月     | 2005年03月21日 | [注釈 5][注釈 6] |
- 2004年の中央通り
ヤマギワ東京本店（写真左手）
- 2015年の中央通り
ソフマップ秋葉原本館

外神田1丁目5-10（北緯35度41分56.5秒 東経139度46分10.0秒 / 北緯35.699028度 東経139.769444度）
1983年にリビナヤマギワとして開店し、後にヤマギワリビナ本館へ改称。2010年に閉店した。
その後建物の一部をショールームとしたが、2011年に閉鎖。建物はその後住友不動産に売却され、住友不動産マンションギャラリーを開業させたが2014年に閉鎖、近接のビル2棟とともに解体された。
2018年現在は住友不動産による再開発が行われており、地上23階建てのオフィスビルが2019年に竣工の予定。
詳細は「ヤマギワビル」を参照。
| №  | 店名                     | 店名                     | 開店           | 閉店           | 備考     |
| -- | ------------------------ | ------------------------ | -------------- | -------------- | -------- |
| 01 | リビナヤマギワ           | リビナヤマギワ           | 1983年10月08日 | 2010年08月29日 | [注釈 3] |
| 02 | 東京ショールーム（初代） | 東京ショールーム（初代） | 2010年10月     | 2011年03月21日 |          |
- 2007年の昌平橋通り
ヤマギワリビナ本館

外神田3丁目12-4（ヤマギワ第1別館ビル）（北緯35度42分00.6秒 東経139度46分13.7秒 / 北緯35.700167度 東経139.770472度）
建物は解体され、2018年現在は住友不動産秋葉原ビル（外神田3丁目12-8）敷地の一部。
| №  | 店名           | 店名           | 開店       | 閉店           | 備考     |
| -- | -------------- | -------------- | ---------- | -------------- | -------- |
| 01 | ヤマギワU-SHOP | ヤマギワU-SHOP | 1994年02月 | 2006年01月20日 | [注釈 9] |
外神田3丁目13-10
建物は解体され、2018年現在はIMYビル（外神田3丁目13-12）敷地の一部。
| №  | 店名                             | 店名                             | 開店           | 閉店     | 備考 |
| -- | -------------------------------- | -------------------------------- | -------------- | -------- | ---- |
| 01 | ヤマギワデューティフリーショップ | ヤマギワデューティフリーショップ | 1981年12月08日 | 1980年代 |      |
外神田3丁目13-12（IMYビル）（北緯35度42分01.2秒 東経139度46分16.2秒 / 北緯35.700333度 東経139.771167度）
2018年現在はソフマップの店舗（ソフマップ AKIBA①号店 サブカル・モバイル館）。
| №  | 店名                    | 店名                    | 開店           | 閉店           | 備考 |
| -- | ----------------------- | ----------------------- | -------------- | -------------- | ---- |
| 01 | ヤマギワリビナ2         | ヤマギワリビナ2         | 1989年10月     | 1995年         |      |
| 02 | ヤマギワソフト ソフト館 | ヤマギワソフト ソフト館 | 1995年11月01日 | 2007年09月02日 |      |
- 1993年の中央通り
ヤマギワリビナ2（写真右手）
- 2007年のIMYビル
ヤマギワソフト ソフト館
- 2011年のIMYビル
アキバ☆ソフマップ1号店

外神田4丁目2-1（丸芝ビル）（北緯35度42分00.3秒 東経139度46分18.0秒 / 北緯35.700083度 東経139.771667度）
その後ソフマップの店舗として営業していた。2017年5月8日から9月30日にかけて解体。
| №  | 店名                           | 店名                           | 開店           | 閉店           | 備考 |
| -- | ------------------------------ | ------------------------------ | -------------- | -------------- | ---- |
| 01 | ヤマギワビデオセンター         | ヤマギワビデオセンター         | 1970年代       | 1980年代       |      |
| 02 | ヤマギワホビーショップ         | ヤマギワホビーショップ         | 1983年06月17日 | 1980年代       |      |
| 03 | ヤマギワソフトショップ B館     | ヤマギワソフトショップ B館     | 1980年代       | 1999年         |      |
| 04 | ヤマギワソフト B館（アニメ館） | ヤマギワソフト B館（アニメ館） | 1999年         | 2007年09月02日 |      |
- 2003年の丸芝ビル
ヤマギワソフト B館
- 2008年の丸芝ビル
ソフマップ音楽CD館
- 2017年の丸芝ビル（解体前）

外神田4丁目2-9（北緯35度42分00.2秒 東経139度46分18.5秒 / 北緯35.700056度 東経139.771806度）
その後ソフマップの店舗として営業していた。2017年5月8日から9月30日にかけて解体。
| №  | 店名                         | 店名                         | 開店           | 閉店           | 備考      |
| -- | ---------------------------- | ---------------------------- | -------------- | -------------- | --------- |
| 01 | ヤマギワソフトショップ       | （同左）                     | 1983年06月17日 | 1999年         | [注釈 10] |
| 01 | ヤマギワソフトショップ       | ヤマギワ時計・カメラショップ | 1983年06月17日 | 1980年代       |           |
| 02 | ヤマギワソフト A館（映像館） | ヤマギワソフト A館（映像館） | 1999年         | 2007年09月02日 |           |
外神田4丁目2-7（信沢第一ビル→信沢ビル）（北緯35度42分00.2秒 東経139度46分19.0秒 / 北緯35.700056度 東経139.771944度）
その後ソフマップの店舗として営業していた。2017年5月8日から9月30日にかけて解体。
| №  | 店名                       | 店名                       | 開店           | 閉店           | 備考      |
| -- | -------------------------- | -------------------------- | -------------- | -------------- | --------- |
| 01 | ヤマギワホビーショップ2    | ヤマギワホビーショップ2    | 1983年06月17日 | 1990年代       | [注釈 11] |
| 02 | ヤマギワOAサポートセンター | ヤマギワOAサポートセンター | 1990年代       | 1990年代       |           |
| 03 | ヤマギワU-SHOP2            | ヤマギワU-SHOP2            | 1990年代       | 2007年09月02日 | [注釈 12] |
- 2017年の信沢ビル（解体前）

外神田4丁目3-1（笹島ビル→秋葉原西口ビル）（北緯35度42分01.6秒 東経139度46分18.3秒 / 北緯35.700444度 東経139.771750度）
2018年現在はとらのあな秋葉原店A。
| №  | 店名                                     | 店名                                     | 開店           | 閉店           | 備考          |
| -- | ---------------------------------------- | ---------------------------------------- | -------------- | -------------- | ------------- |
| 01 | ヤマギワテクニカ店                       | ヤマギワテクニカ店                       | 1981年12月13日 | 1982年         |               |
| 02 | ヤマギワテクニカ店（コンピュータハウス） | ヤマギワテクニカ店（コンピュータハウス） | 1982年08月21日 | 1998年         |               |
| 03 | ヤマギワ98ナビショップ                   | （同左）                                 | 1998年         | 2000年代       |               |
| 03 | ヤマギワ98ナビショップ                   | ヤマギワソフト C館（映像館2）            | 2000年代       | 2002年08月19日 | [41][注釈 13] |
| 03 | ヤマギワ98ナビショップ                   | NEC Bit-INN Ai                           | 1999年10月22日 | 2002年08月31日 | [42][43][44]  |
- 2010年の秋葉原西口ビル
とらのあな秋葉原店A

#### 東日本地区

##### 関東地方
東京都

ヤマギワ世田谷店
所在地：世田谷区千歳台3丁目20-1
1978年11月26日に開店。2003年11月4日に閉店。
2003年11月15日から石丸電気世田谷店に転換するも2005年1月31日に閉店。
建物は改築され、2018年現在はセントラルウェルネスタウン成城。
ヤマギワ玉川店
所在地：世田谷区玉川3丁目17-1 玉川高島屋S・C南館5階
1980年6月11日に開店。1983年代に閉店。
ヤマギワ六本木店
所在地：港区六本木5丁目17-1 アクシスビル2階
1981年9月23日に開店。1990年代前半に閉店。
ヤマギワ青山店（初代）
所在地：港区南青山1丁目1-1 青山ツインビル
1979年6月29日に開店。1980年代に閉店。
ヤマギワ青山店（2代目、ダ・ドリアデ青山）
所在地：港区南青山3丁目16-3 日本地所南青山ビル
1997年12月9日に開店。2008年11月2日に閉店。
2018年現在はトーヨーキッチンスタイル東京ショールーム。
ヤマギワ池袋店
所在地：豊島区池袋
1980年代後半に開店。1990年代前半までに閉店。
※1970年代の商品パッケージに記載。
ヤマギワ聖蹟桜ヶ丘店
所在地：多摩市関戸1丁目1-5 ザ・スクエア聖蹟桜ヶ丘1階
1980年代後半に開店。1990年代前半までに閉店。
2018年現在は西松屋ザ・スクエア聖蹟桜ヶ丘店。
ヤマギワ八王子店
所在地：八王子市横山町9-14 家具の大正堂八王子店4階
1979年10月26日に開店。1990年代前半までに閉店。
伊勢丹八王子店跡地に開店。
建物は改築され、2018年現在はマンション。
五番町ショールーム
所在地：千代田区五番町12-5 ヤマギワ五番町ビル
2004年5月14日に閉館。
2018年現在は日本大学会館第二別館。
東京ショールーム（2代目）
所在地：中央区京橋1丁目7-1 戸田ビルディング1階
2011年4月11日に開館。2013年11月22日に閉館。
神奈川県

ヤマギワ横浜店（初代）
所在地：横浜市中区長者町8丁目128
1965年8月2日に開店。
ヤマギワ横浜店（2代目）
所在地：横浜市中区羽衣町2丁目5
1969年11月29日に開店。
2000年10月26日から石丸電気横浜店に転換するも2012年8月19日に移転のため閉店。
2018年現在はパチンコ店。
- 2012年当時、石丸電気横浜店
- 2018年現在、パチンコ店

ヤマギワ相模原店
所在地：相模原市南区上鶴間本町9丁目50-45 家具の大正堂本店2階
1978年9月30日に開店。1990年代前半までに閉店。
千葉県

ヤマギワ千葉店
所在地：千葉市中央区祐光3丁目2-1
1970年11月16日に開店。1998年4月5日に閉店。
2018年現在はTSUTAYA・BOOK OFF東千葉祐光店。
埼玉県

ヤマギワ大宮店
所在地：大宮市宮町1丁目60 大宮西武6階
1969年11月20日に開店。1990年代前半までに閉店。
栃木県

ヤマギワ宇都宮店
所在地：宇都宮市戸祭町2099 ハヤミズ家具センター宇都宮店6階
1973年9月28日に開店。1990年代前半までに閉店。
茨城県

ヤマギワ水戸店
所在地：水戸市宮町1丁目3-38 高島屋ローズランド6階
1976年10月9日に開店。1990年代前半までに閉店。

#### 北日本地区

##### 北海道地方
北海道

ヤマギワ札幌店（初代）
所在地：札幌市中央区北1条西3丁目3 札幌時計台文化会館
1971年9月6日に開店。1974年頃に閉店。
ヤマギワ札幌店（2代目）
所在地：札幌市中央区北1条西1丁目5-1
1974年11月25日に開店。1990年代前半までに閉店。

##### 東北地方
宮城県

ヤマギワ仙台店
所在地：仙台市青葉区一番町2丁目9-22
1975年10月7日に開店。1990年代前半までに閉店。

#### 中日本地区

##### 中部地方
愛知県

ヤマギワ名古屋店
所在地：名古屋市中区葵1丁目22-20
1960年11月15日に開店。2010年7月11日に閉店。
建物は解体され駐車場として利用されていたが、2021年にマンションが建てられた。
ヤマギワ名古屋メルサ店
所在地：名古屋市中村区名駅1丁目2-4 メルサ6階
1967年6月1日に開店。
後にヤマギワソフトメルサ店に転換。2006年5月20日に閉店。
名古屋ショールーム（初代）
所在地：名古屋市中区新栄2丁目19-6 グランスクエア新栄ビル5階
2011年7月19日に開館。2013年4月29日に閉館。
ヤマギワ岡崎店
所在地：岡崎市康生通西3丁目15-7 名鉄岡崎ショッピングセンター3階
1973年4月1日に開店。1990年代前半までに閉店。

#### 西日本地区

##### 近畿地方
大阪府

ヤマギワ大阪店（初代）
所在地：大阪市浪速区日本橋3丁目4-9
1961年12月6日に開店。2003年3月頃に閉店。
併設のヤマギワソフト大阪店は2002年4月20日に先行して閉店した。
建物は改築され、2018年現在はビジネスホテル。
ヤマギワ大阪店（2代目）
2007年12月21日に大阪店・照明館を統合し、大阪店へ店名変更。2009年5月10日に閉店。
ヤマギワ大阪心斎橋店→ヤマギワ大阪店・インテリア館
所在地：大阪市中央区南久宝寺町3丁目6-6 御堂筋センタービル1階・2階
2002年5月11日に開店。大阪店（初代）閉店に伴い、大阪店・インテリア館へ店名変更。
ヤマギワ大阪店・照明館
所在地：大阪市中央区北久宝寺町3丁目6-1 鴻池ビル1階
2003年4月19日に開店。2008年に大阪店・インテリア館と統合のため閉店。
ヤマギワ梅田店
所在地：大阪市北区梅田1丁目12-39 新阪急ビル1階
1997年12月15日に開店。2003年頃に閉店。
大阪ショールーム（初代）
所在地：大阪市中央区南船場2丁目9-8 シマノ・住友生命ビル3階
2013年8月9日に閉館。
兵庫県

ヤマギワ神戸店
所在地：神戸市中央区二宮町1丁目4-15
1974年5月25日に開店。1990年代前半までに閉店。

##### 中四国地方
広島県

ヤマギワ広島店
所在地：広島市中区紙屋町1丁目1-1
1981年4月7日に開店。1990年代前半までに閉店。
香川県

ヤマギワ高松店（初代）
所在地：高松市番町1丁目7-5
1978年9月27日に開店。1981年頃に閉店。
ヤマギワ高松店（2代目）
所在地：高松市亀井町1-3
1981年7月30日に開店。1990年代前半までに閉店。

#### 南日本地区

##### 九州地方
福岡県

ヤマギワ福岡店（初代）
所在地：福岡市中央区天神3丁目16-17
1972年6月7日に開店。1978年頃に閉店。
ヤマギワ福岡店（2代目）
所在地：福岡市中央区大名2丁目4-22
1978年7月10日に開店。1990年代前半までに閉店。

## CM出演者
- 朝丘雪路（1968年 - 1970年）
- 二谷英明（1976年 - 1978年）

## グループ会社

### 国内
- 神戸インターナショナル株式会社（旧：ヤマギワインターナショナル株式会社）

### 海外
マレーシア
- MARUWA YAMAGIWA Sdn. Bhd.

### 以前のグループ会社
株式会社TL研究所
2011年10月28日に設立。
2018年4月9日に解散し、2018年6月26日に清算結了。
財団法人山際照明造形美術振興会
1973年8月16日に設立。
2012年4月1日に一般財団法人へ移行。
株式会社ヤマギワインテリヤ開発
1975年9月5日に設立。
2011年11月7日に解散し、2012年3月14日に清算結了。
建具金物（一般錠前、電子錠、ドアオペレーター等）・インテリア用品の輸入・卸を行っていた。
2011年8月に株式会社ロックシステムへ事業譲渡。
株式会社テーエル研究所
1979年10月18日に株式会社テーエルヤマギワ研究所として設立。
1999年11月11日に商号を株式会社テーエル研究所に変更。
2011年11月7日に解散し、2012年3月14日に清算結了。
ヤマギワエンジニアリング株式会社
1979年11月13日にヤマギワテクニカエンジニアリング株式会社として設立。
1990年5月16日に商号をヤマギワエンジニアリング株式会社に変更。
2011年11月7日に解散し、2012年5月10日に清算結了。
カラーキネティクス・ジャパン株式会社
2001年4月2日に設立。
神戸インターナショナル株式会社
1958年10月18日に新潮貿易株式会社として設立。
1990年4月26日に商号をヤマギワインターナショナル株式会社に変更。
2011年6月20日に商号を神戸インターナショナル株式会社に変更。
清算・統合により消滅

小売

株式会社大宮ヤマギワ電気日勝堂
1969年11月20日に設立。大宮店を運営。
2005年3月11日にヤマギワエンジニアリング株式会社との合併により解散。
株式会社ヤマギワ電気千葉店
1970年11月16日に設立。千葉店を運営。
株式会社ヤマギワ電気神戸店
1974年5月25日に設立。神戸店を運営。
株式会社ヤマギワ世田谷店
1978年11月26日に設立。世田谷店を運営。

卸売

株式会社アルテミデ
イタリアArtemide社の日本代理店。
2018年現在は、2006年に設立されたArtemide社の日本法人が輸入・販売を行っている。
日本ケーヴィー株式会社
1978年6月6日に設立。
デンマークKevi社の日本代理店。
株式会社ヤマギワランプス
1970年1月7日に設立。
2010年11月20日に解散し、2011年2月15日に清算結了。
ヤマギワ製照明器具の百貨店・家具店・量販店向け卸会社。
株式会社山際シャープ
1960年4月1日に千代田シャープ電気株式会社として設立。
1959年4月20日に商号を株式会社山際シャープに変更。
シャープ製品専売卸会社。
株式会社山松ナショナル
1961年10月16日に株式会社山際ナショナルとして設立。
松下電器・松下電工製品専売卸会社。
神奈川中央ナショナル電工株式会社
1965年8月2日に神奈川中央ナショナル販売株式会社として設立。
1981年5月21日に商号を神奈川中央ナショナル電工株式会社に変更。
松下電器・松下電工製品専売卸会社。
山際電気産業株式会社
1961年4月21日に設立。
東芝製品専売卸会社。

貿易

ヤマギワ貿易株式会社
1973年8月1日に設立。
2005年3月11日に株式会社ヤマギワインテリヤ開発に合併し解散。

研究・設計・製造

株式会社グレックス
1985年11月25日に設立。
2010年11月20日に解散し、2011年2月15日に清算結了。
ヤマギワ製照明器具（glexブランド）の設計・製造。
株式会社エルデーヤマギワ研究所
1970年6月1日に設立。
ヤマギワ照明インテリア株式会社
1988年7月8日に設立。
2001年2月21日にヤマギワ株式会社に合併し解散。
株式会社千代田照明
1978年8月21日に設立。
株式会社弘文
1977年10月1日に株式会社タイムスタジオとして設立。
1998年12月7日に商号を株式会社弘文に変更。
2010年11月20日に解散。
株式会社テックヤマギワ
1972年4月11日に株式会社ヤマギワ工作所として設立。
1990年6月に商号を株式会社テックヤマギワに変更。
1995年5月20日に事業停止し休眠会社となる。
法人としては翼システム株式会社情報企画事業部のMBOによる受け皿会社として、
2013年11月30日までウイングアークテクノロジーズ株式会社として存続後、
モノリスホールディングス株式会社（現：ウイングアーク1st株式会社）との合併により解散。

物流・電気設備工事

ヤマギワ設備機器株式会社
1978年4月20日に設立。
武蔵ナショナル住宅設備機器株式会社
1968年3月21日に設立。

現地法人

アメリカ

Yamagiwa Corporation Of America
1979年12月7日に設立、1991年3月6日に解散。
Yamagiwa (U.S.A.) Corporation
1994年2月11日に設立、2013年6月24日に解散。
イタリア

Yamagiwa Italia
中華人民共和国

山際貿易(香港)有限公司（英: YAMAGIWA TRADING (HONG KONG) CO., LIMITED）
1979年10月19日に設立、2012年8月28日に解散。
事業譲渡・株式売却等で離脱

研究・設計・製造

株式会社キャドセンター
1987年10月2日に株式会社エイ・アール・シー・キャドセンターとして設立。
1988年に商号を株式会社キャドセンターに変更。
株式会社インフォマティックス
1981年10月1日にエイ・アール・シー・ヤマギワ株式会社として設立。
1992年3月に商号を株式会社インフォマティックスに変更。